# Findling auf dem Messegelände Hannover
Der Findling auf dem Messegelände Hannover ist ein Findling auf dem Freigelände der Deutschen Messe in Hannover. Er liegt zwischen den Hallen 15 und 16. Der Stein wird als Naturdenkmal unter der Nummer ND-H 224 geführt und ist gleichzeitig als Geotop unter der Nummer 3624/01 registriert.
Die Stadt Hannover hatte den Findling im Jahr 1983 unter der Nummer ND-HS 16 unter Schutz gestellt. Die Aufgaben der unteren Naturschutzbehörde obliegt nach dem Niedersächsischen Kommunalverfassungsgesetz inzwischen der Region Hannover. Sie legte 2010 in einer Sammelverordnung die Naturdenkmale in ihrem Gebiet neu fest und begründete die Unterschutzstellung für diesen Stein mit dieser Beschreibung:
Es handelt sich um einen Findling aus Växjö-Granit aus Südschweden mit rötlichen und grünlichen Feldspat-Einschlüssen. Gewicht: ca. 42 t. Breite: 3 m, Höhe: 3,8 m, Länge: 3,8 m
Als Schutzzweck wird genannt:
Der Findling ist als einer der größten am Südrand des ehemaligen Vergletscherungsgebietes aus der Saale-Kaltzeit in Niedersachsen von Bedeutung für Wissenschaft und Heimatkunde.
Den Standort beschreibt die Verordnung:
Auf dem Messegelände ca. 25 m nördlich der Halle 13
und nennt diese Flurdaten: Hannover, Mittelfeld, Flur 1, Flurstück 7/6.
Dieser Findling wird auch im 2013 veröffentlichten Landschaftsrahmenplan der Region Hannover als schützenswert aufgeführt. Er war damals einer von nur sieben Findlingen im Gebiet der Region, die als Geotop aufgeführt waren.